# Alejandro Zurbriggen
Alejandro Zurbriggen (Santa Fe, Santa Fe, Argentina, 18 de marzo de 1995) es un basquetbolista argentino que se desempeña como alero en el Safir Fruits Alginet de la Liga LEB Plata. Es hermano del también del también jugador de baloncesto Fernando Zurbriggen.

## Trayectoria
Zurbriggen es un alero formado en Regatas Corrientes y en el Estudiantes de Concordia, antes de jugar profesionalmente en Argentina en las filas del Obras Basket desde 2018 a 2021.  
En verano de 2021 daría el salto a Europa para jugar en el Club Baloncesto Zamora de Liga LEB Plata. En enero de 2022, dejó el club zamorano para jugar en el Safir Fruits Alginet, con el que acabó la temporada 2021-22. Con los valencianos promedió 13,8 puntos por partido y 6,1 rebotes (de los que 4,9 fueron en defensa). 
El 25 de junio de 2022, firma por el Club Bàsquet Sant Antoni de Liga LEB Plata para la temporada 2022-23.
El 25 de febrero de 2023, firma por el CAM Enrique Soler de la Liga LEB Plata.
El 11 de agosto de 2023, regresa al Safir Fruits Alginet de la Liga LEB Plata.

### Clubes
Actualizado al 21 de abril de 2018

| Club                     | País      | Año             |
| ------------------------ | --------- | --------------- |
| Regatas Corrientes       | Argentina | 2012 - 2017     |
| Estudiantes Concordia    | Argentina | 2017 - 2018     |
| Obras Basket             | Argentina | 2018 - 2021     |
| Club Baloncesto Zamora   | España    | 2021 - 2022     |
| Safir Fruits Alginet     | España    | 2022            |
| Club Bàsquet Sant Antoni | España    | 2022 - 2023     |
| CAM Enrique Soler        | España    | 2023            |
| Safir Fruits Alginet     | España    | 2023 - Presente |